# Ion Folea (politician)
Ion Folea (n. 24 august 1930, București - d. 1999, București) a fost un om politic comunist român. Ion Folea a fost membru al CC al PCR, deputat în Marea Adunare Națională în perioada 1975 - 1989, ministru al geologiei în Guvernul Ilie Verdeț (2). Ion Folea a fost distins cu Ordinul 23 August clasa a III-a.